# Všelibice
Všelibice település Csehországban, Libereci járásban. Všelibice Strážiště, Chocnějovice, Hlavice, Kobyly, Cetenov és Český Dub településekkel határos. Lakosainak száma 643 fő (2024. január 1.).

## Népesség
A település lakosságának változását az alábbi diagram mutatja:
| Lakosok száma | 1850 | 1836 | 1499 | 869  | 515  | 501  | 553  | 554  | 615  | 643  |
|               | 1869 | 1890 | 1921 | 1950 | 1980 | 2001 | 2017 | 2019 | 2022 | 2024 |